# Elvis Is Back!
Elvis Is Back! (с англ. — «Элвис вернулся!») — четвёртый студийный альбом американского певца Элвиса Пресли. Это был первый студийный альбом Пресли, записанный после двухлетней службы в армии; кроме того, это был первый стереоальбом Пресли, несмотря на то что в студии певец записывался на стереоаппаратуре с 1957 года. Альбом занял 2-е место в американском хит-параде.
К началу 1960 года у RCA Records не осталось ни одной новой песни Пресли, поэтому через три недели после возвращения певца из Германии уже началась работа в студии. Через неделю после записи последней песни альбом уже лежал на полках магазинов.
В 1999 году вышло расширенное издание, в которое дополнительно включены 6 песен с синглов того же времени.

## Список композиций

### Оригинальная версия (1960)
1. Make Me Know It
2. Fever
3. The Girl Of My Best Friend
4. I Will Be Home Again
5. Dirty, Dirty Feeling
6. The Thrill Of Your Love
7. Soldier Boy
8. Such A Night
9. It Feels So Right
10. The Girl Next Door Went A’Walking
11. Like A Baby
12. Reconsider Baby

Форматы: грампластинка, компакт-диск, аудиокассета

### Расширенная версия (1999)
1. Stuck On You
2. Fame And Fortune
3. Make Me Know It
4. Fever
5. The Girl Of My Best Friend
6. I Will Be Home Again
7. Dirty, Dirty Feeling
8. The Thrill Of Your Love
9. Soldier Boy
10. Such A Night
11. It Feels So Right
12. The Girl Next Door Went A’Walking
13. Like A Baby
14. Reconsider Baby
15. Are You Lonesome Tonight?
16. I Gotta Know
17. A Mess Of Blues
18. It’s Now Or Never

Форматы: компакт-диск